# Amphibolurus
Amphibolurus — рід ігуаноподібних ящірок родини агамових (Agamidae). Представники цього роду є ендеміками Австралії.

## Опис
Довжина представників роду Amphibolurus становить 13—15 см. Вони мають сірувате, коричнювате або оливковк із зеленуватим відтінком забарвлення, у багатьох видів на спині є світлі смуги або темні плями. Присутні гребені у вигляді декількох смуг, які складаються із великої луски; вони тягнуться від потилиці до хвоста. Ця луска зазвичай колюча й повернута назад. Кінцівки довгі, хвіст доволі довгий. З кожного боку є до 11 стегнових пір і 1—3 преанальних пори.
Представники роду Amphibolurus відають перевагу рідколіссям. Значну частину проводять на деревах, ховаючись на стовбурах і серед гілля. Відкладають яйця, в кладці до 10 яєць.

## Види
Рід Amphibolurus нараховує 4 види:
- Amphibolurus burnsi (Wells & Wellington, 1985)
- Amphibolurus centralis (Loveridge, 1933)
- Amphibolurus muricatus (White, 1790)
- Amphibolurus norrisi Witten & Coventry, 1984

## Етимологія
Наукова назва роду Amphibolurus походить від сполучення слів дав.-гр. αμφίβολος — двосторонній і ουρα — хвіст.